# Brigada Internacional d'Alliberament
La Brigada Internacional d'Alliberament, també conegut com Batalló Internacional per la Llibertat (turc: Enternasyonalist Özgürlük Taburu; kurd: Tabûra Azadî ya Înternasyonal; àrab: تابور الحرية العالمي, Tābūr al-Ḥurriya al-ʿĀlamī), abreujat com IFB o EÖT, és un grup armat d'esquerres de lluitadors estrangers que lluiten juntament amb les Unitats de Protecció Popular (YPG) i les Unitats Femenines de Protecció (YPJ) a la Guerra Civil siriana donant suport a la Revolució de Rojava i contra l'Estat Islàmic. La Brigada Internacional d'Alliberament va ser creada el 10 de juny de 2015 a Serê Kaniyê (Ras al-Ayn). El Partit Comunista Marxista–Leninista de Turquia ha estat la força principal darrere el grup. La inspiració que va portar a la creació del grup van ser les Brigades Internacionals de la Guerra Civil Espanyola. A la brigada no hi ha cap ideologia predominant, així els militants van des de marxistes-leninistes, hoxhaistes, maoistes, socialistes llibertaris i anarquistes.

## Grups
La Brigada Internacional d'Alliberament està formada per lluitadors d'esquerres que pertanyen o no a partits polítics o grups militars. La majoria va estar lluitant amb les YPG abans de la seva creació. Aquests grups inclouen:

### Marksist-Leninist Komünist Partisi
Partit Comunista Marxista-Leninista (turc: Marksist-Leninist Komünist Partisi, abreujar com MLKP) és un partit marxista-leninista hoxhaista de Turquia, clandestí . Els militants del MLKP des de 2012 van estar lluitant braç a braç amb les YPG kurdes al nord de Síria. A més a més, alguns lluitadors també van unir-se a Partit dels Treballadors del Kurdistan (PKK) al nord d'Iraq en defensa de la minoria Iazidi a Sinjar. Durant l'abril de 2015, el MLKP va anunciar la creació d'un centre de formació militar permanent a les zones controlades pel PKK al Kurdistan del Sud. El març de 2015, una noia de 19 anys alemanya, Ivana Hoffmann, va morir lluitant contra l'Estat Islàmic a la batalla de Tell Tamer essent la primera lluitadora estrangera en morir lluitant amb les YPG. L'organització femenina del MLKP, Komünist Kadın Örgütü, també està involucrada en la lluita. El grup MLKP es va implicar fortament implicat en la creació de la Brigada Internacional d'Alliberament i és el grup que té la quantitat més gran de militants.

### Türkiye İşci ve Köylü Kurtuluş Ordusu
L'Exèrcit d'Alliberament de Treballadors i Camperols de Turquia (turc: Türkiye İşci ve Köylü Kurtuluş Ordusu, abreujat: TİKKO) és una organització marxista-leninista maoista turca, el braç armat del Partit Comunista de Turquia/Marxista-Leninista (turc: Türkiye Komünist Partisi/Marksist-Leninist, abreujat: TKP/ML). El 25 de març de 2016, la seu del partit a Serêkaniyê va ser objectiu d'un atemptat amb una moto bomba, causant ferides superficials a dos membres i danys a l'estructura de les oficines. Dues persones van ser detingudes per les Asayiş com a presumptes sospitosos.

### Birleşik Özgürlük Güçleri
Les Forces Unides d'Alliberament (turc: Birleşik Özgürlük Güçleri, abreujat: BÖG) és una organització de militants de l'esquerra tant socialista com anarquista. Es va crear a Kobanî el desembre de 2014 inspirades en les Brigades Internacionals de la Guerra Civil Espanyola. La seva branca femenina s'anomena Kadın Özgürlük Gücü, en turc. No obstant inicialment el grup MLKP no va unir-se en aquestes forces, després ambdós grups van participar en la formació de les Brigades Internacionals. BÖG integra als grups: 
- Revolutionary Communard Party (turc: Devrimci Komünarlar Partisi, abreujat DKP)
- Unió Propagandística Armada Marxista-Leninista-Front Revolucionari (turc: Marksist Leninist Silahlı Propaganda Birliği-Devrim Cephesi, abreujat MLSPB-DC)
- Partit Revolucionari de Turquia (turc: Türkiye Devrim Partisi, abreujat TDP)
- Insurrecció Socialista (turc: Sosyal İsyan, abreujat Sİ)
- Organització d'Alliberament Revolucionaria Proletaria (Turkish: Proleteryanın Devrimci Kurtuluş Örgütü, abreujat PDKÖ)

### Reconstrucción Comunista
Reconstrucció Comunista (castellà: Partido Marxista-Leninista (Reconstrucción Comunista), abreujat: PML (RC)) és un partit marxista-leninista hoxhaista espanyol. PML(RC) té forts vincles amb el partit turc MLKP i alguns dels seus membres han lluitat a les files del segon a Rojava i a Sinjar. Després de retornar a Espanya, la policia nacional va detenir-ne dos dels seus membres acusats de participar en un conflicte armat fora d'Espanya sense autorització de l'estat, així com per posar en risc els interessos nacionals per lluitar contra l'autodenominat Estat Islàmic. A més a més, se'ls ha acusat també de pertànyer al Partit dels Treballadors del Kurdistan (considerat organització terrorista per la Unió Europea i Estats Units), cosa que ells sempre han negant, al·legant participar en les files del partit comunista MLKP, no considerat organització terrorista.
El gener de 2016, nou persones, vuit dels quals espanyols i un turc van ser detinguts. El Ministeri d'Interior d'Espanya va declarar que "els detinguts, en col·laboració amb d'altres persones residents a diferents països europeus, organitzaven viatges per a persones per acabar-se integrant a les files de les Unitats de Protecció Popular (YPG) o en algunes de les organitzacions armades aliades d'aquestes". La majoria dels detinguts formaven part del partit PML(RC).

### Türkiye Komünist Emek Partisi/Leninist
Partit Partit Comunista del Treball Turc/Leninista (turc: Türkiye Komünist Emek Partisi/Leninist, abreujat TKEP/L) és un partit marxista-leninista il·legalitzat de Turquia. El grup ha instal·lat la seva seu a Rojava.

### Devrimci Karargâh
Caserna Revolucionaria (turc: Devrimci Karargâh, abreujat DK) és un partit marxista-leninista guevarista de Turquia. A l'octubre de 2015, una brigada conjunta entre nombres de DK i MLSPB-DC (part de les Forces Unides d'Alliberament) es va posar el nom de Alper Çakas en honor d'un combatent d'aquest segon grup, mort en combat a Rojava.

### Επαναστατικός Σύνδεσμος Διεθνιστικής Αλληλεγγύης
La Unió Revolucionària per la Solidaritat Internacionalista (grec: Επαναστατικός Σύνδεσμος Διεθνιστικής Αλληλεγγύης, abreujat ΕΣΔΑ) és un grup comunista llibertari grec.

### Bob Crow Brigade
La Brigada Bob Crow (anglès: Bob Crow Brigade, abreujada: BCB) és un grup sindicalista revolucionari de lluitadors del Regne Unit i Irlanda. El seu nom és en honor del líder sindicalista i socialista que va morir d'un atac de cor el març 2014. La Brigada va criticar durament el candidat Owen Smith del Partit Laborista per proposar negociacions amb l'Estat Islàmic. Després de la intervenció turca al nord de Síria, oficials turcs, en referència clara a la Brigada Bob Crow, entre d'altres, van afirmar que qualsevol persona britànica o d'altres nacionalitats lluitant juntament a les Forces Democràtiques de Síria havien de ser considerades terroristes. El dia 2 de setembre de 2016, la BCB va desplaçar els seus contingents del nord de ar-Raqqà a Manbij per tal de "defensar la revolució de tots els enemics, tant els petits com els grans".
La Brigada és també activa en els conflictes tant a Irlanda com al Regne Unit. Així doncs, van mostrar solidaritat amb la vaga dels treballadors dels ferrocarrils anglesos a Londres, la vaga dels conductors d'autobusos a Irlanda o el rebuig de la vuitena esmena de la constitució irlandesa en el seu 33è aniversari que restringeix d'accés a l'avortament.

### Brigade Henri Krasucki
La Brigada Henri Krasucki (francès: Brigade Henri Krasucki) és un grup sindicalista revolucionari de lluitadors francesos. La seva brigada s'inspira en els seus companys anglesos, la Brigada Bob Crow, anomenant-se així en honor del sindicalista francès Henri Krasucki. El grup va expressar la seva solidaritat amb el sindicat CGT i el procés judicial de 10 treballadors i 5 ex treballadors (acomiadats després dels incidents) d'Air France on se'ls acusa d'agressions i d'estripar una camisa a dirigents de l'empresa durant la vaga del 5 d'octubre de 2015 en protesta per les successives retallades en drets i plantilla (2.900 treballadors acomiadats) realitzats durant els anys anteriors.

### International Revolutionary People's Guerrilla Forces
Les Forces Guerrilleres Populars Revolucionàries Internacionals (anglès: International Revolutionary People's Guerrilla Forces, IRPGF) és un grup anarquista especifista, autoorganitzat i horitzontal de lluitadores i lluitadors de tot el món. La creació es va anunciar el març de 2017 en un comunicat audiovisual i escrit a diversos llocs web. Segons declaracions del mateix grup, els seus objectius són la defensa de la revolució social al Kurdistan sirià (Rojava), així com difondre l'anarquisme.